# Django Django
Django Django er et art rock-/electroband fra Storbritannien. Bandet består af David Maclean (trommer og producer), Vincent Neff (sang og guitar), Jimmy Dixon (bas) og Tommy Grace (synthesizer).
De er signed på Because Music. Django Django udgav deres debutalbum (med samme navn) den 30. januar 2012.